# Vincenzo Pallotti
Vincenzo Pallotti (n. 21 aprilie 1795, Roma, Statele Papale – d. 22 ianuarie 1850, Roma, Statele Papale) a fost un preot italian, fondator al Congregației Societății Apostolatului Catolic. Papa Pius al XI-lea l-a numit „precursor al Acțiunii Catolice”.

## Biografie
Vincenzo Pallotti s-a născut la Roma, la 21 aprilie 1795, într-o familie cu ascendență nobiliară.
Primele studii le-a făcut la școala de la San Pantaleone, apoi a mers la colegiu la Roma. La vârsta de 16 ani și-a manifestat dorunța de a deveni preot. La 16 mai 1820 a fost hirotonit preot și a celebrat prima sa liturghie la Frascati.
La 25 iulie 1820, devenea doctor în teologie și a fost numit profesor de teologie. Era un excelent teolog și ar fi putut face o strălucitoare carieră în învățământul acestei discipline, dar vocația sa l-a purtat mai degrabă spre apostolat. 
Părintele Vincenzo Pallotti a servit la ospiciul Santa Maria degli Angeli, la Institutul Agrar de la Santa Maria della Misericordia, din 1827 director spiritual al Seminariului Roman, iar din 1833, director spiritual al Colegiului Urban Pontifical „De Propaganda Fide”.
Parcurgea orașul Roma aducând ajutor material și întărire sufletească populației care trăia în condiții mizere, predicând evanghelia, trăind cu puțin, și împărțind puținul pe care-l avea, ascultând spovezi și ajutându-i sufletește pe toți credincioșii care veneau la el.
Paralel, în contextul care era cel pe care-l trăia, cu ajutorul câtorva colaboratori, lucra la coordonarea tuturor inițiativelor apostolice care-i implica pe creștini, clerici și laici, astfel încât misiunea și acțiunea Bisericii să se întindă peste tot. Pallotti era convins de importanța carității și de punerea ei în aplicare de către toți catolicii pentru a aduce Vestea cea Bună tuturor.
Astfel, în 1835, a fondat Pioasa Societate a Misiunilor care va deveni Societatea Apostolatului Catolic, creată pentru animarea grupurilor de preoți și laici lucrând la acțiunea catolică
De altfel, încă din 1836, Părintele Vincenzo Pallotti a început să promoveze respectarea octavei Epifaniei, care și în prezent este celebrată; scopul său era un semn de apropiere de bisericile orientale.
Vincenzo Pallotti a murit prematur, la 22 ianuarie 1850, când nici nu împlinise 55 de ani, ca urmare a unei răceli. Opera sa a fost continuată de către colaboratorii săi, iar pallottinii sunt în prezent în număr de circa 2300, în întreaga lume.

## Beatificare și canonizare
- A fost declarat venerabil în 1887 de către papa Leon al XIII-lea, care îl considera deja ca un sfânt.
- A fost beatificat de către papa Pius al XII-lea, la 22 ianuarie 1950.
- A fost proclamat sfânt de papa Ioan al XXIII-lea, la 20 ianuarie 1963.
- Sărbătoarea sa a fost fixată pe data de 22 ianuarie.

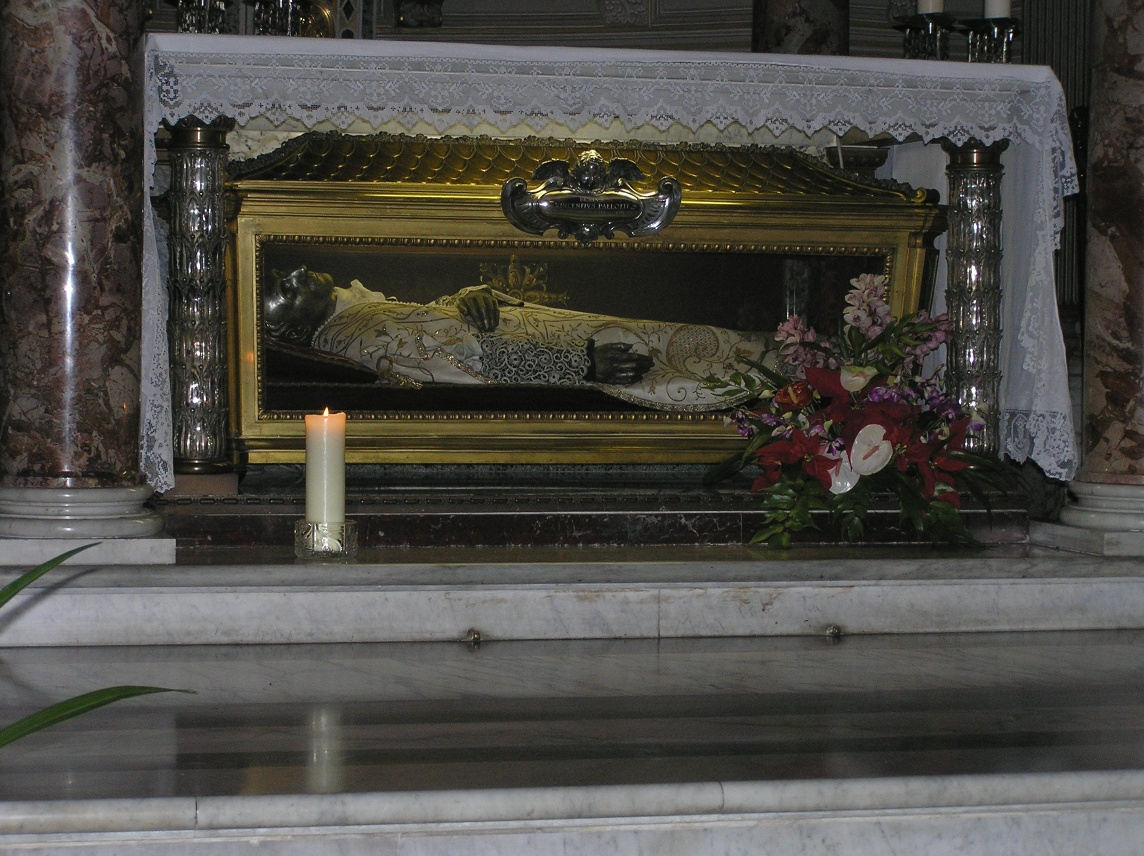
Sarcofagul conținând moaștele Sf. Vincenzo Pallotti, în biserica San Salvatore in Onda

## Opera
- Ven. Servi Dei Vincentii Pallotti Epistolae Latinae, Roma 1907;
- Propositi ed aspirazioni del Ven. Vincenzo Pallotti, Roma 1921;
- Ven. Vincenzo Pallotti, Regola della Congragazione dell'Apostolato Cattolico, Roma 1923;
- Pia Società dell'Apostolato Cattolico fondata ed esposta dal Ven. Vincenzo Pallotti, Roma 1923;
- Collezione spirituale di preghiere, meditazioni, considerazioni, consigli, ricordi e materie predicabili del Ven. Vincenzo Pallotti, Roma 1933;
- Opere complete, a cura di Francesco Moccia, Roma, Curia generalizia della società dell'apostolato cattolico, contiene:
  - 1.Pia societa dell'apostolato cattolico, Roma, Curia generalizia della società dell'apostolato cattolico, 1964;
  - 2. Regole dei ss. ritiri, collegi, seminarii e monasteri 1839, Roma, Curia generalizia della societa dell'apostolato cattolico, 1965;
  - 3. Appendice alla Regola, Roma, Curia generalizia della società dell'apostolato cattolico, 1966;
  - 4. Manoscritti giuridici,  Appelli e statuti 1835-1838, Roma, Curia generalizia della società dell'apostolato cattolico, 1967;
  - 5. Scritti apostolici minori, Roma, Curia generalizia della società dell'apostolato cattolico;
  - 6. Le procure, Roma, Curia generalizia della società dell'apostolato cattolico, 1969;

## Citat
De la Părintele Rémy Kurowski, preot la Montmorency, la 10 ianuarie 2007 :
« Vincenzo Pallotti a fost unul dintre precursorii dialogului ecumenic și interreligios. A inițiat sărbătoarea Epifaniei la Roma care sunt astăzi missele popoarelor și săptămânile de rugăciuni pentru unitatea creștinilor. »